# Josep Soriano i Plasent
Josep Soriano i Plasent (València, ca. 1839 - València 1887) fou un polític valencià. Treballà de sastre primer a València i després a Madrid; tenia el taller a la Puerta del Sol, i degut al seu renom en l'ofici va contactar amb polítics importants durant el regnat d'Isabel II d'Espanya. Va militar, però, al Partit Progressista i fou seguidor de Manuel Ruiz Zorrilla.
Després de la revolució de 1868 fou escollit membre de la Diputació de València pel districte de Sant Vicent, i quan el Partit Progressista es va dissoldre a la mort de Joan Prim i Prats va seguir Ruiz Zorrilla al Partit Radical. Fou elegit diputat per Torrent a les eleccions generals espanyoles de 1871, abril de 1872 i agost de 1872. Durant el govern de Serrano (gener-febrer de 1874) va ser director general del Tresor, però després de la restauració borbònica no passà de regidor de l'ajuntament de València. El 1885 fou vicepresident de Lo Rat Penat.